# Steropleurus theryi
Steropleurus theryi är en insektsart som först beskrevs av Werner 1934.  Steropleurus theryi ingår i släktet Steropleurus och familjen vårtbitare.

## Underarter
Arten delas in i följande underarter:
- S. t. chapmani
- S. t. theryi